# Eleven Sports
Eleven Sports era un gruppo multinazionale di media sportivi e di intrattenimento, con sede a Londra.
Il modello di business di Eleven Sports è stato inizialmente incentrato sull'acquisizione di importanti diritti sportivi internazionali in paesi più piccoli. La società gestisce una rete di servizi televisivi lineari e/o digitali, trasmettendo un mix di sport nonché programmi originali, e fornisce servizi di streaming in diretta SaaS.
Nel settembre 2022, Eleven Sports è stata acquisita dal DAZN Group. Le sue attività commerciali sono state successivamente integrate nelle pertinenti operazioni della sua piattaforma di streaming sportivo DAZN, questo portò alla chiusura definitiva della piattaforma il 15 febbraio 2023.

## Storia
Eleven Sports è stato lanciato in Belgio e Lussemburgo nel 2015 con un servizio lineare e OTT.
Nel febbraio 2016, Eleven Sports ha acquisito i diritti polacchi per la Formula 1. Nel luglio 2016, Eleven Sports ha acquisito i diritti della Premier League inglese a Taiwan. Entrambe le proprietà sono state commercializzate dalla società sorella di Radrizzani, MP & Silva.
Il 16 marzo 2017, Eleven Sports ha annunciato di aver acquisito "determinati asset di distribuzione" del nascente canale sportivo internazionale statunitense One World Sports, che era stato sostituito da una versione statunitense di Eleven Sports Network in anticipo sull'annuncio. Non sono stati comunicati i dettagli finanziari della vendita.
Nel maggio 2017, Eleven Sports ha acquisito una quota di maggioranza del provider italiano Sportube, che è stato rinominato nel settembre dello stesso anno. Dal 2021, Eleven Sports Italy offre tutto il campionato della Serie C italiana di calcio e molti contenuti di pallavolo, pallanuoto, pallamano, basket e altro ancora.
Il 9 gennaio 2018, Eleven ha annunciato che trasmetterà 120 partite nella stagione 2017-18 della NBA G League negli Stati Uniti.
Nel maggio 2018, Eleven Sports ha ottenuto un contratto triennale per trasmettere le partite di calcio de LaLiga spagnola nel Regno Unito e in Irlanda, che erano state precedentemente trasmesse su Sky Sports. Due mesi dopo, hanno ottenuto accordi esclusivi nel Regno Unito per tre anni per la visione di partite della Serie A, precedentemente trasmesse da BT Sport, l'Eredivisie e la Super League cinese (entrambe precedentemente trasmesse da Sky Sports) e l'Allsvenskan, la massima serie svedese. Nel gennaio 2019, però, Eleven Sports ha ceduto i diritti della Serie A e Eredivisie a Premier Sports. Successivamente Premier Sports ha anche vinto i diritti della Super League cinese e della Allsvenskan svedese, lasciando in esclusiva a Eleven La Liga, gli spareggi della Segunda División, la Copa del Rey e la Supercopa spagnola almeno fino alla fine della stagione.
Sempre nel maggio 2018, Eleven ha venduto una partecipazione del 50% nelle sue attività polacche a Telewizja Polsat per circa 38 milioni di euro.
Nel 2018, Eleven Sports ha lanciato servizi in Myanmar con il marchio MY Sports, che trasmette le partite della squadra nazionale di calcio del Myanmar, delle squadre under 23, under 21 e under 18, e in esclusiva anche la Myanmar National League, il General Aung San Shield, la Serie A, la FA Cup e la Super League cinese. Hanno anche collaborazioni con MRTV-4, Channel 7, MRTV, Mizzima TV e Fortune TV per la trasmissione di partite di calcio sotto MY Sports.
Nel marzo 2019, Eleven ha rinnovato i suoi diritti della Formula 1 in Polonia fino al 2022, e anche dei momenti salienti sotto licenza a Polsat e delle repliche delle gare a TVP. Ha inoltre lanciato i servizi in Giappone come undicesimo mercato, trasmettendo in streaming partite delle squadre della NPB Farm League con copertura digitale associata.
Nel luglio 2019, quasi tutto il resto di Eleven Sports Poland è stato venduto a Polsat, con Radrizzani che mantiene una singola quota, e nello stesso periodo Eleven Sports UK ha iniziato a chiudere le operazioni, con Radrizzani che ammette che cercare di competere con l'attuale duopolio di Sky Sports e BT Sport sia stato un "errore".
Nel giugno 2020, Eleven ha acquisito i diritti della Pro League, della Challenger Pro League e della Women’s Super League, rispettivamente la massima serie maschile, la seconda serie maschile e la massima serie femminile di calcio in Belgio, per la stagione 2024-25 e successivamente ha annunciato una partnership con Mediapro per i diritti come parte di una serie più ampia di progetti.
Nell'agosto 2020, la società ha annunciato un riposizionamento denominato "Eleven 2.0", tra cui un refocus (inizialmente in Belgio, Italia e Portogallo) per includere più diritti sportivi "premium", e anche il lancio di nuovi verticali per lo sport femminile, lo sport locale ("Eleven Next"), e gli esports. Allo stesso tempo fu presentato anche un nuovo logo.
Nell'ottobre 2020, Eleven ha acquisito i diritti della Federazione di calcio della Thailandia per il resto dell'anno solare.
Nel novembre 2020, Eleven ha acquisito MyCujoo, che è stata integrata nel 2021 per formare un'attività di streaming più completa.
Nel marzo 2021, Eleven ha acquisito Team Whistle, una società di media digitali americana focalizzata sui contenuti sportivi.
Nell'aprile 2022, Eleven ha annunciato che avrebbe supportato la consegna della piattaforma FIFA OTT FIFA+.

### La chiusura
Nel settembre 2022, il gruppo DAZN ha annunciato che avrebbe acquisito le attività di media sportivi di Eleven, in una vendita conclusasi il 15 febbraio 2023. L'accordo non comprendeva le sue operazioni in Giappone (dove il servizio è passato al marchio Easy Sports) e le sue operazioni polacche (di cui Polsat ha acquisito la quota rimanente più tardi nello stesso anno). La società ha iniziato a fondere le attività di Eleven nel 2023 con il settore DAZN e ha utilizzato la sua clientela esistente per lanciare il servizio DAZN in Belgio, Portogallo e Taiwan.

## Loghi

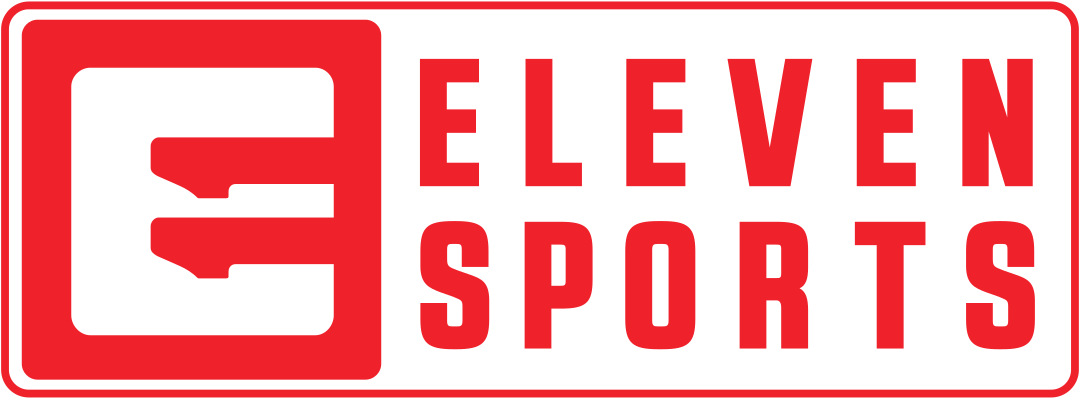
Logo utilizzato dal 2015 all'agosto 2020
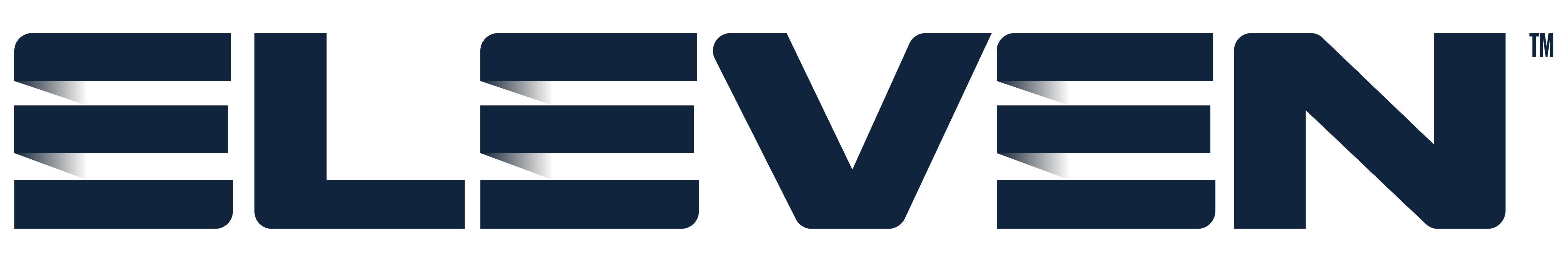
Logo utilizzato dall'agosto 2020 alla chiusura avvenuta il 15 febbraio 2023